# حقل الأرز
حقل الأرز أو المرَزَة هو قطعة غمرتها المياه في الأراضي الصالحة للزراعة المستخدمة لزراعة  ارز شبه مائي. لا ينبغي الخلط بين زراعة الأرز وزراعة الأرز في المياه العميقة والتي تزرع في ظروف مغمورة بالمياه التي يزيد عمقها عن 50 سم (20 بوصة) لمدة شهر على الأقل. تشير الأدلة الوراثية أن جميع أشكال الأرز، كلاهما انديكا وجابونيكا، تنشق من تدجين الارز البري اوريزا روفي بجن  التي حدثت لأول مرة منذ  8.200- 13.500 سنة جنوب نهر اليانغتسى الصين في الوقت الحاضر. على الرغم من ذلك سلالات انديكا المدجنة تظهر حاليا على أنها نتاج دخول الاليلات المؤاتية من الجابونيكا في وقت لاحق، لذا قد يكون هناك العديد من أحداث الزراعة والتدجين. حقول الأرز هي سمة نموذجية في زراعة الأرز في الشرق والجنوب وجنوب شرق اسيا.
يمكن بناء هذه الحقول على تلال شديدة الانحدار مثل المدرجات المجاورة لي مناطق منخفضة أو شديدة الانحدار مثل الأنهار أو المستنقعات وهذا يتطلب قدرا كبيرا من العمالة والمواد لتنمو وتحتاج إلى كميات كبيرة من المياه للري. الثيران وجاموس الماء تكيفا للحياة في الاراضي الرطبة، لانهم حيوانات مهمة تستخدم على نطاق واسع في الزراعة الحقلية للأرز.
خلال القرن العشرين أصبحت زراعة حقول الأرز هي الطريقة السائدة لزراعة الأرز. لا تزال قبائل التلال في تايلاند تزرع أصناف من التربة الجافة تسمى أرز المرتفعات.
تمارس الزراعة الحقلية في آسيا، في كمبوديا، بنغلاديش، الصين، تايوان، الهند، إندونيسيا، إيران، اليابان، كوريا الشمالية، كوريا الجنوبية، ماليزيا، ميانمار، نيبال، باكستان، الفلبين، سريلانكا، تايلاند، فيتنام، ولاوس، وفي أوروبا، شمال إيطاليا، وكالمارغ في فرنسا  ، وفي اسبانيا، لا سيما في البوفيرا في فالنسيا، الأراضي الرطبة في بلنسية، ودلتا إيبرو في كاتالونيا والوادي الكبير، الأراضي الرطبة في أندلسيا، وكذلك على طول الساحل الشرقي للبرازيل، ووادي أرتيبونيت في هايتي، ووادي ساكرامنتو في كاليفورنيا. من بين أماكن أخرى.
تعد حقول الأرز مصدراً رئيسياً للميثان الجوي،
وقدرت مساهمته في نطاق يتراوح بين 50 إلى 100 مليون طن من الغاز سنوياً. وقد أظهرت الدراسات أن هذا يمكن أن ينخفض بشكل كبير في الوقت الذي يعزز أيضا غلة المحاصيل عن  طريق تجفيف الحقول للسماح للتربة بالتهوية لقطع إنتاج الميثان. وأظهرت الدراسات أيضًا التباين في تقييم انبعاثات الميثان باستخدام العوامل المحلية والإقليمية والعالمية والدعوة إلى إجراء عملية جرد أفضل استنادًا إلى بيانات المستوى الجزئي.

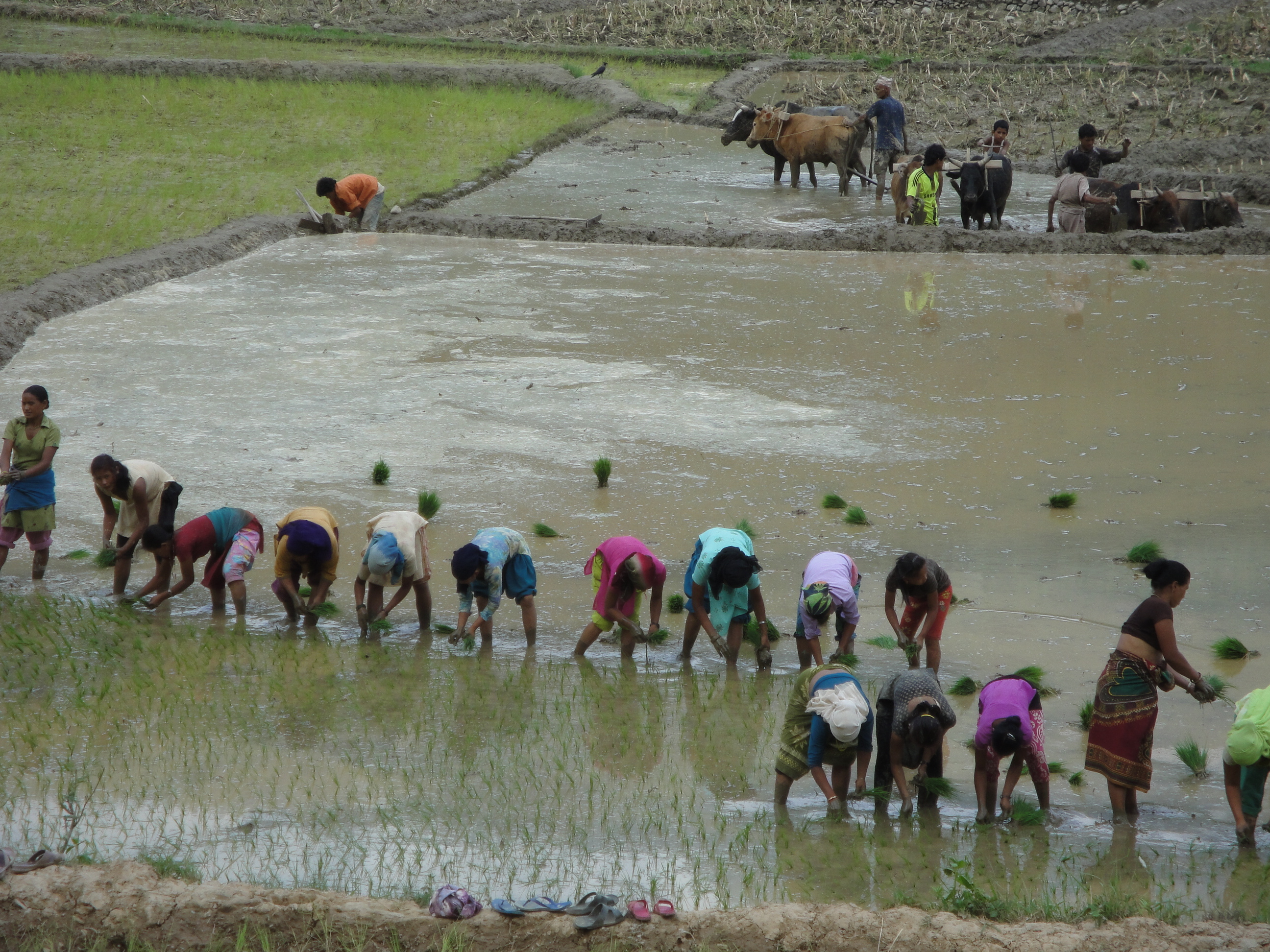
زراعة حقول الأرز في نيبال

## علم أصل الكلمة
كلمة «بادي» مشتقة من كلمة بادي المالاوية، تعني نبات الأرز.

## التاريخ
الصين

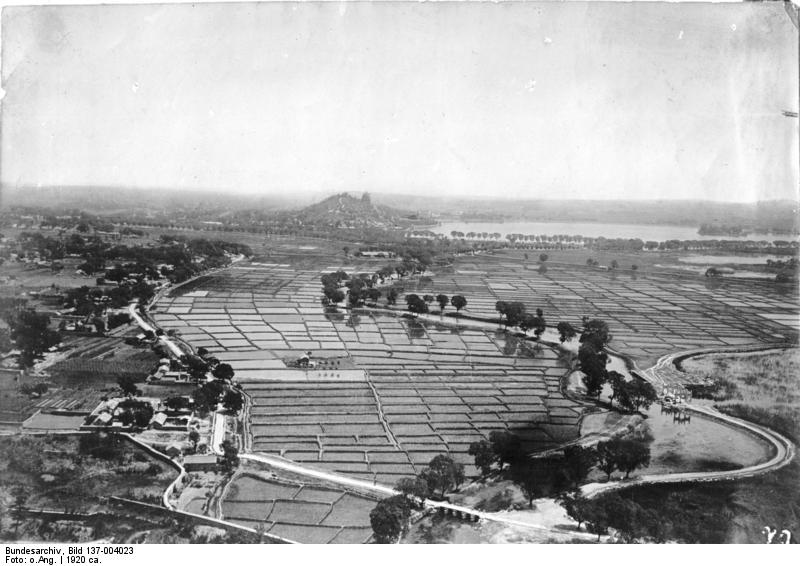
حقول الأرز بالقرب من بكين في عام 1920

يجمع علماء الآثار أن زراعة الحقول الرطبة نشأت  بشكل عام في الصين. يعود اكتشاف حقول الارز الأولى إلى 4330 قبل الميلاد، على أساس تاريخ الكربون من حبوب الأرز والمواد العضوية في التربة الموجودة في موقع كاودووين في مقاطعة كونشان. في ساوسيشان موقع ثقافة ماجيبونج العصر الحجري الحديث، حفر علماء الآثار حقول الأرز. يزعم بعض  علماء الاثار ان ساوسيشان قد يعود إلى 4000 - 3000 قبل الميلاد. هناك أدلة أثرية، أنه تم تخزين الأرز غير المقشور للجيش وللدفن مع الفقيد، من العصر الحجري الحديث إلى عهد اسرة هان في الصين.
كوريا

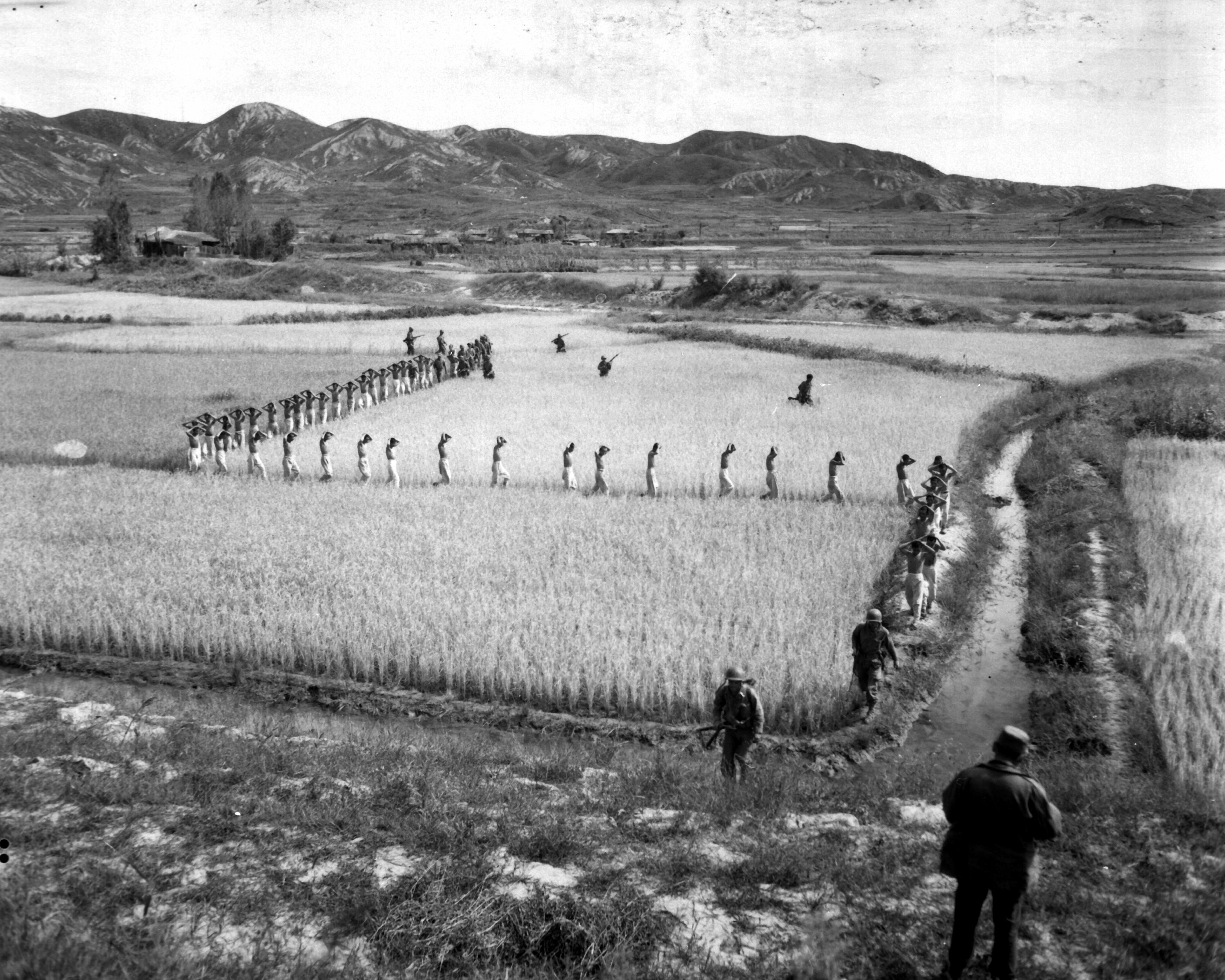
مسجونون من كوريا الشمالية يسجلون ملفًا واحدًا في حقل أرز في كوريا، 1950

هناك عشرة حقول أرز محفورة أثرياً في كوريا.  أقدم اثنين من المواقع هما اوكهاين ويومدونج  وجدت في ألسان، والتي يرجع تاريخها إلى أوائل فترة الفخار ممن.
تعود زراعة حقول الأرز إلى آلاف السنين في كوريا. أسفرت الحفرة في موقع ديتشوني عن حبيبات أرز متفحمة وتواريخ الكربون المشع،  يشار  أن زراعة ا لأرز في الحقول الجافة قد تكون بدأت في وقت مبكر من فترة فخار جلمن الوسطى
(3500-2000) قبل الميلاد في شبه الجزيرة الكورية. تم اكتشاف حقول الأرز من قبل معاهد مثل متحف جامعة كيونجنام في ماسان  قاموا بحفر مواقع حقول الأرز في موقع جيومشيون -ني بالقرب من ميريانغ، بمقاطعة غيونغسانغ الجنوبية. تم العثور على خصائص حقل الأرز بجوارحفرة خلفية لمنزل يعود إلى الجزء الأخير من فترة الفخار المبكر في العصر الحديث (1100-850) قبل الميلاد شركة KUM كشفت عن خصائص حقل أرز مشابهة، في حفريات في يم-دونج واوكاين في السان في العصر الحديث.
كانت أقدم خصائص ممن موجودة عادة في الأخاديد الضيقة المنخفضة،  التي كانت مستنقعية طبيعيا وتم تغذيتها بواسطة نظام الدفق المحلي، بعض حقول ارز ممن صنعت في المناطق المسطحة من سلسلة من المربعات والمستطيلات، مفصولة بفواصل يبلغ ارتفاعها 10 سم تقريبًا، في حين كانت حقول الأرز المتدرجة تتكون من أشكال طويلة غير متساوية  تتبع الخطوط الطبيعية للأرض على مستويات مختلفة.
استخدم مزارعو الأرز في فترة عصر فخار ممن جميع العناصر الموجودة في حقول الأرز اليوم، مثل التزيين، والسدود، والقنوات، والخزانات الصغيرة. يمكننا فهم بعض تقنيات زراعة حقول الأرز في عصر ممن الأوسط حوالي (850-1100قبل الميلاد)، من الأدوات الخشبية المحفوظة جيدًا والمحفوظة من حقول الأرز الأثرية في موقع ماجو-ني. ومع ذلك لم يتم إدخال أدوات الحديد لزراعة حقول الأرز حتى وقت ما بعد عام 200 قبل الميلاد. زاد النطاق المكاني لحقول الأرز، مع الاستخدام المنتظم للأدوات الحديدية، في فترة الممالك الثلاث في كوريا (300/400-668)ميلادي.
اليابان
يعود تاريخ حقول الأرز الأولى في اليابان إلى فترة يايوي المبكرة(300 ق.م - 250 م) تم إعادة كتابة تواريخ أوائل فترة يايوي ويبدو أن الزراعة الميدانية الرطبة تطورت في نفس الوقت تقريبا في شبه الجزيرة الكورية.
إندونيسيا

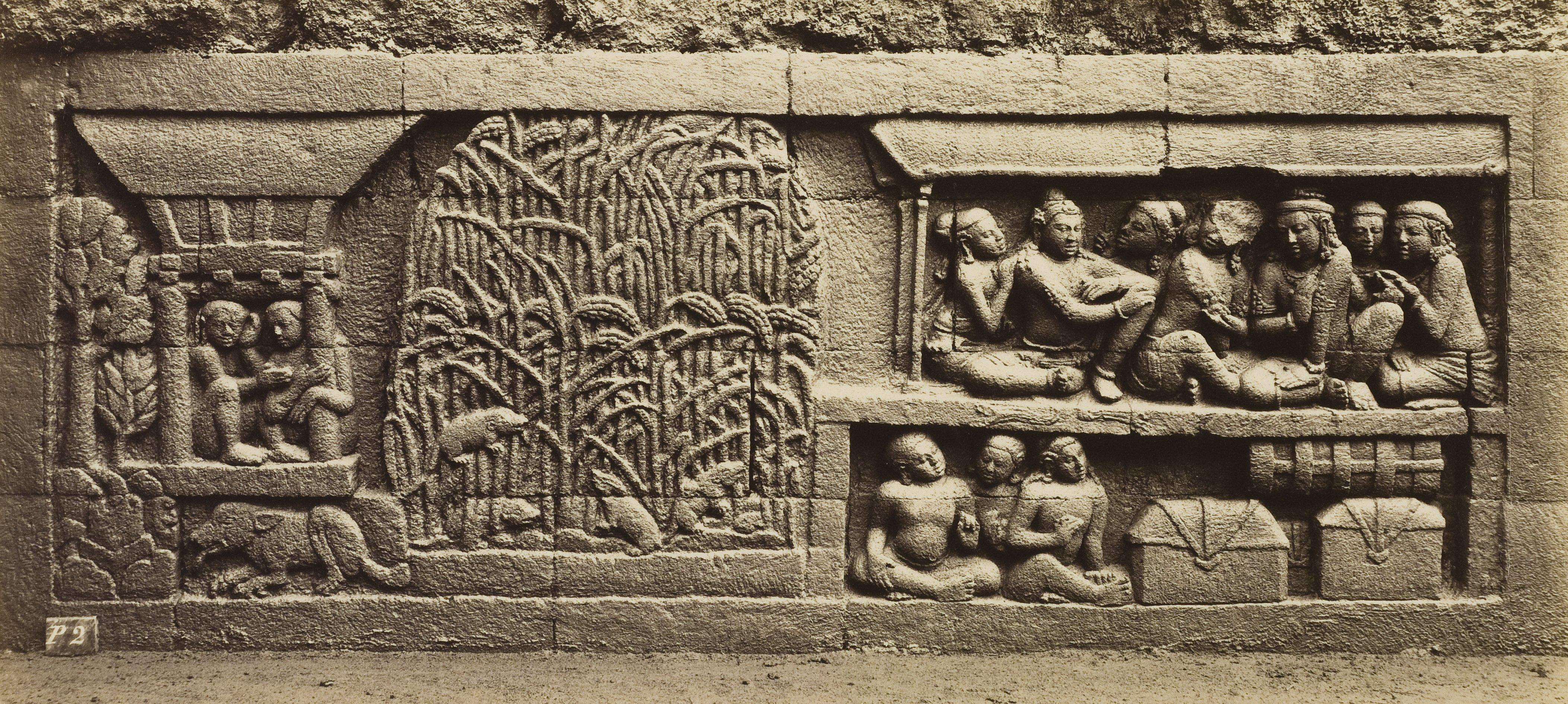
يصف نحت كارماويبهانج في بربودبورغا من القرن التاسع ا انتشار وباء الفأر. في حظيرة الأرز ونباتات الارز،تتمتع زراعة الأرز بتاريخ طويل في إندونيسيا.

يرجع تاريخ الأدلة على الأرز البري في جزيرة سولاوسي إلى عام 3000 قبل الميلاد.لكن الأدلة التاريخية عن الزراعة المبكرة تأتي من نقوش حجرية تعود إلى القرن الثامن في جزيرة جاوة الوسطى والتي تظهر ملوك تفرض ضرائب على الأرز في جاوة القديمة، خلال فترة مملكة ماتارام، ترتبط العديد من النقوش بإنشاء أراضي سيما. هذا يدل على تشكيل وتوسيع القرى الزراعية الجاوية في المنطقة خلال هذه الفترة.   إما عن طريق فتح غابة أو تحويل زراعة الأرز الجاف الي زراعة الأرز الرطب. سيما هي الأراضي الصالحة لزراعة الارز الرطب وهي الأراضي الزراعية التي لديها فائض من الارز متاحة لفرض الضرائب، ومعترف بها رسميا من خلال مرسوم ملكي. معظم هذه الأراضي (سيما) يحكمها طبقة النبلاء الإقليمية في عالمهم. يمنح راكيس الذي يحكم الأرض الإذن الملكي بتحصيل الضرائب، لكن بعض أجزاء هذه الضريبة يجب أن تدفع بانتظام إلى  محكمة الملك. بعض من نقشات سيما ذكرت ان هذه الأرض أصبحت معفاة من الضرائب، في مقابل أن يتم استخدام فوائض حصاد الأرز التي يتم جمعها  لبناء أو الحفاظ  على مبنى ديني.
صور زراعة الأرز وحظيرة الأرز وآفة الفأر (الطاعون) زينت بشكل واضح في حقول الأرز البارزة في منطقة كرماوي بهانغا في بوروبودور.العمل المقسم بين الرجال والنساء والحيوانات التي لا تزال قائمة في زراعة الأرز الاندونيسي كان منقوش على أفاريز الإغاثة  في معابد برامبانان في القرن التاسع في جاوة الوسطى:  جواميس الماء ملحقة بمحراث. نساء يزرعن الشتلات ويطحن الحبوب؛ ورجل يحمل حزم من الأرز على كل طرف عبر كتفيه. في القرن السادس عشر، كان الأوروبيون الذين يزورون الجزر الإندونيسية يرون الأرز كطعام مميز جديد يقدم للأرستقراطية خلال الاحتفالات والأعياد.
ويرتبط إنتاج الأرز في التاريخ الإندونيسي إلى تطوير أدوات الحديد وتدجين جاموس الماء البري وجاموس الماء لزراعة الحقول والزبل للسماد. يتطلب إنتاج الأرز التعرض لأشعة الشمس. وبمجرد تغطيتها في غابة كثيفة، تم تطهير الكثير من المناظر الطبيعية الاندونيسية تدريجياً من أجل الحقول والمستوطنات الدائمة مع تطور زراعة الأرز على مدى آخر مائة  وخامسين عاما.
الفلبين
في الفلبين، يمكن أن يرجع استخدام حقول الأرز إلى عصور ما قبل التاريخ، كما هو واضح من أسماء المدن مثل بيلا، لاغونا، التي يمكن تتبع اسمها إلى أكوام التراب المستقيمة التي تشكل  حدود حقل الارز.
فيتنام
تعود زراعة الأرز الرطب في فيتنام إلى ثقافة العصر الحجري الحديث، ثقافة هوا بينه وباك سون.

## الثقافة
الصين

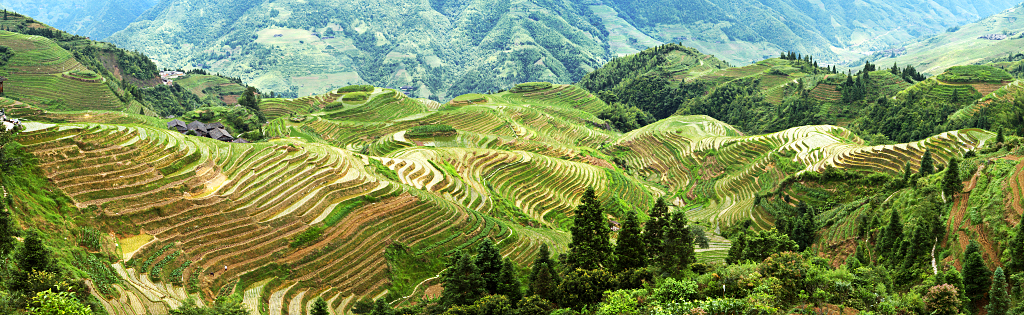
بانوراما من الشرفة لونجي، واحدة من مدرجات الأرز لونغ شنغ من قوانغشى، الصين

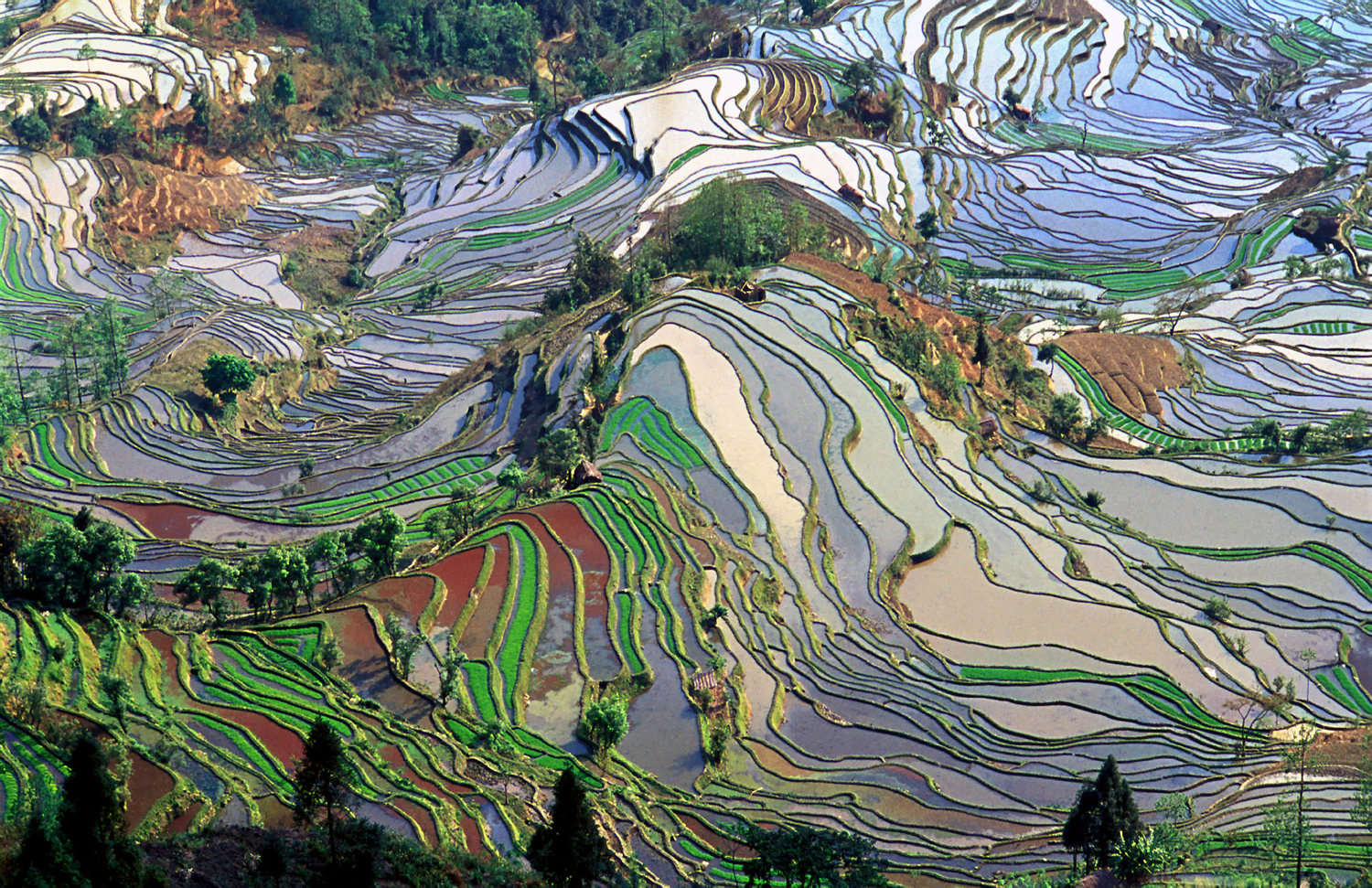
مصاطب الأرز في مقاطعة يوان يانغ، يونان، الصين

على الرغم من أن الناتج الزراعي الصيني هو الأكبر في العالم، إلا أنه لا يمكن زراعة سوى 15٪ من إجمالي مساحة الأرض. يستخدم حوالي 75 ٪ من المساحة المزروعة  للمحاصيل الغذائية. الأرز هو أهم محصول في الصين، ويتم جمع  حوالي 25 ٪من المساحة المزروع  ويزرع معظم الأرز جنوب نهر هواي، في وادي نهر يانغتسى، ونهر الؤلؤ في الدلتا، ويونان، وقويتشو، وسيتشوان (محافظات).  استخدم الارز من قبل السكان الأصليين في العصر الحجري الحديث لفييجياكون ويونشانيان  في الصين. تم العثور على  دليل إمكانية زراعة الأرز من كاليفورنيا (11500) قبل الوقت الحاضر. ومع ذلك لا يزال هناك تساؤل حول ما إذا كان الأرز يزرع  بالفعل، أو بدلاً من ذلك يتم جمعه كأرز بري. بروس سميث عالم آثار في معهد سميشسونيان في واشنطن دي سي، الذي كتب عن أصول الزراعة، يقول إن هناك أدلة كثيرة على أن نهر اليانغتسي ربما كان موقع لزراعة الأرز. في عام 1998، افاد كروفورد  وشين أن تواريخ الكاربون المشع على الارز ترجع على الاقل إلى التسع الأولى الي منتصف العصر الحجري الحديث والمواقع لم تتجاوز7000 سنة قبل الميلاد، ويشير هذا الأرز من مواقع هومودو ولوجدجيا  أن تدجين الأرز محتمل بدأ قبل 5000 عام قبل الميلاد ولكن معظم المواقع في الصين التي تم استرداد الأرز منها كانت أصغر من 5000 عام قبل الميلاد.
خلال فترة  الربيع والخريف (481-722) قبل الميلاد، حدث طفرتان في تكنولوجيا الزراعة، كان واحدا استخدام أدوات حديد الزهر والحيوانات التي تتحمل عبئ سحب المحاريث، والآخر تسخير نطاق واسع من الأنهار وتطوير مشاريع المحافظة على المياه. سنشو واو من القرن السادس قبل الميلاد وسيمون ليوبارد من القرن الخامس قبل الميلاد هم من اوائل المهندسين الهيدروليكيين في الصين الذي تركز أعمالهما على تحسين أنظمة الري.وقد انتشرت هذه التطورات على نطاق واسع خلال فترة الممالك المتحاربة (403-221) قبل الميلاد، وبلغت ذروتها في نظام الري الهائل دوي جيانج يان الذي صممه لي بينغ في عام 256 قبل الميلاد لدولة تشين في سيتشوان القديمة. خلال جين الشرقية (317-420) والسلالات الحاكمة الشمالية والجنوبية (420-589)، أصبح استخدام الأراضي أكثر كثافة وكفاءة، كان يزرع الأرز مرتين في السنة،   وبدأ استخدام الماشية  في الحرث والتسميد.
في حوالي عام 750  كان 75٪ من سكان الصين يعيشون شمال نهر اليانغتسي، ولكن بحلول عام 1250، كان 75٪ من سكان الصين يعيشون جنوب نهر اليانغتسي. هذه الهجرة الداخلية واسعة النطاق كانت ممكنة بسبب إدخال سلالات سريعة النضج من الأرز من فيتنام ومناسبة لزراعة  المحاصيل المتعددة.
المحليات الصينية التي تشتهر بحقول الأرز المذهلة هم مقاطعة يوانيانغ ويوننان، ومقاطعة تدل، قوانغشى.
| China                                     | 204.3 |
| India                                     | 152.6 |
| Indonesia                                 | 69.0  |
| Vietnam                                   | 43.7  |
| Thailand                                  | 37.8  |
| Bangladesh                                | 33.9  |
| Myanmar                                   | 33.0  |
| Philippines                               | 18.0  |
| Brazil                                    | 11.5  |
| Japan                                     | 10.7  |
| Pakistan                                  | 9.4   |
| Cambodia                                  | 9.3   |
| United States                             | 9.0   |
| Korea                                     | 6.4   |
| Egypt                                     | 5.9   |
| Nepal                                     | 5.1   |
| Nigeria                                   | 4.8   |
| Madagascar                                | 4.0   |
| Sri Lanka                                 | 3.8   |
| Laos                                      | 3.5   |
| Source: Food and Agriculture Organization |       |

الهند

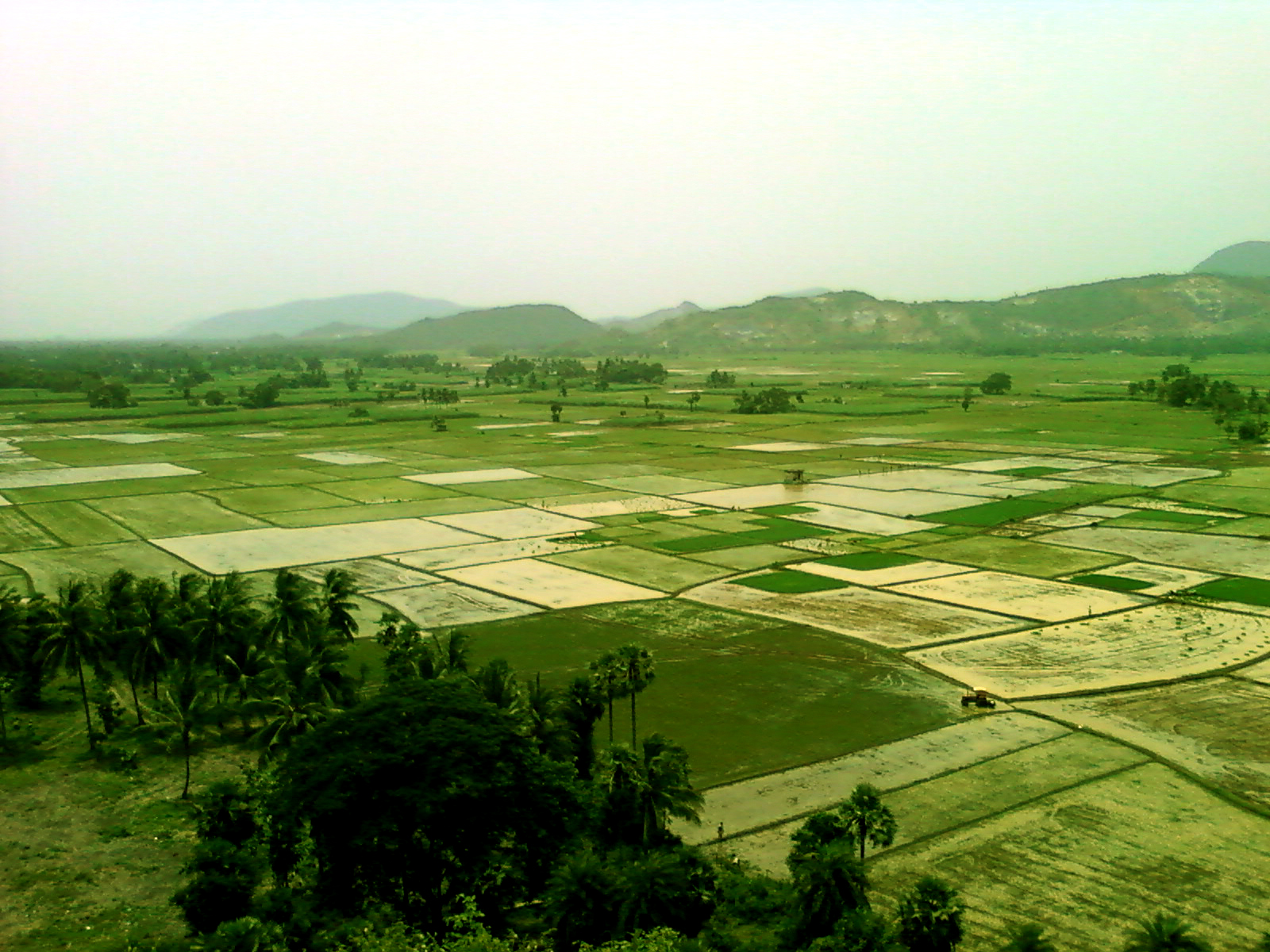
حقول الأرز قبل الغرس في ولاية اندرا براديش، الهند

الهند لديها أكبر إنتاج للأرز في العالم وهي أيضا رابع أكبر مصدر للأرز في العالم. في الهند  تعتبر ولاية بنغال الغربية أكبر ولاية  منتجة للأرز.  تعد حقول الأرز من المشاهد الشائعة في جميع أنحاء الهند، سواء في السهول الشمالية الضخمة أو الهضاب الجنوبية الخاصة  لشبه الجزيرة  . يزرع الأرز على الأقل مرتين في السنة في معظم أنحاء الهند،  في فصلين الربيع والخريف على التوالي.  تعتمد الزراعة السابقة على الري، في حين تعتمد الأخيرة على الرياح الموسمية. تلعب زراعة الأرز دورا رئيسيا في الحياة الاجتماعية والثقافية في ريف الهند. العديد من المهرجانات مثل أونام في ولاية كيرالا، بيهو في ولاية اسام، ماكارا سنكرانسي في ولاية اندرا برديش وتيلانغانا، ثاي بونجال في ولاية تاميل نادو، مقار سانكرانتي في ولاية كارناتاكا، نابن في ولاية بنغال الغربية تحتفل بحصاد الأرز. تعرف منطقة نهر كافيري دلتا في ثنجفور تاريخياً باسم وعاء الأرز وفي تاميل نادو و كوتانادوا يطلق عليها وعاء الارز كيرالا.
اندونيسيا

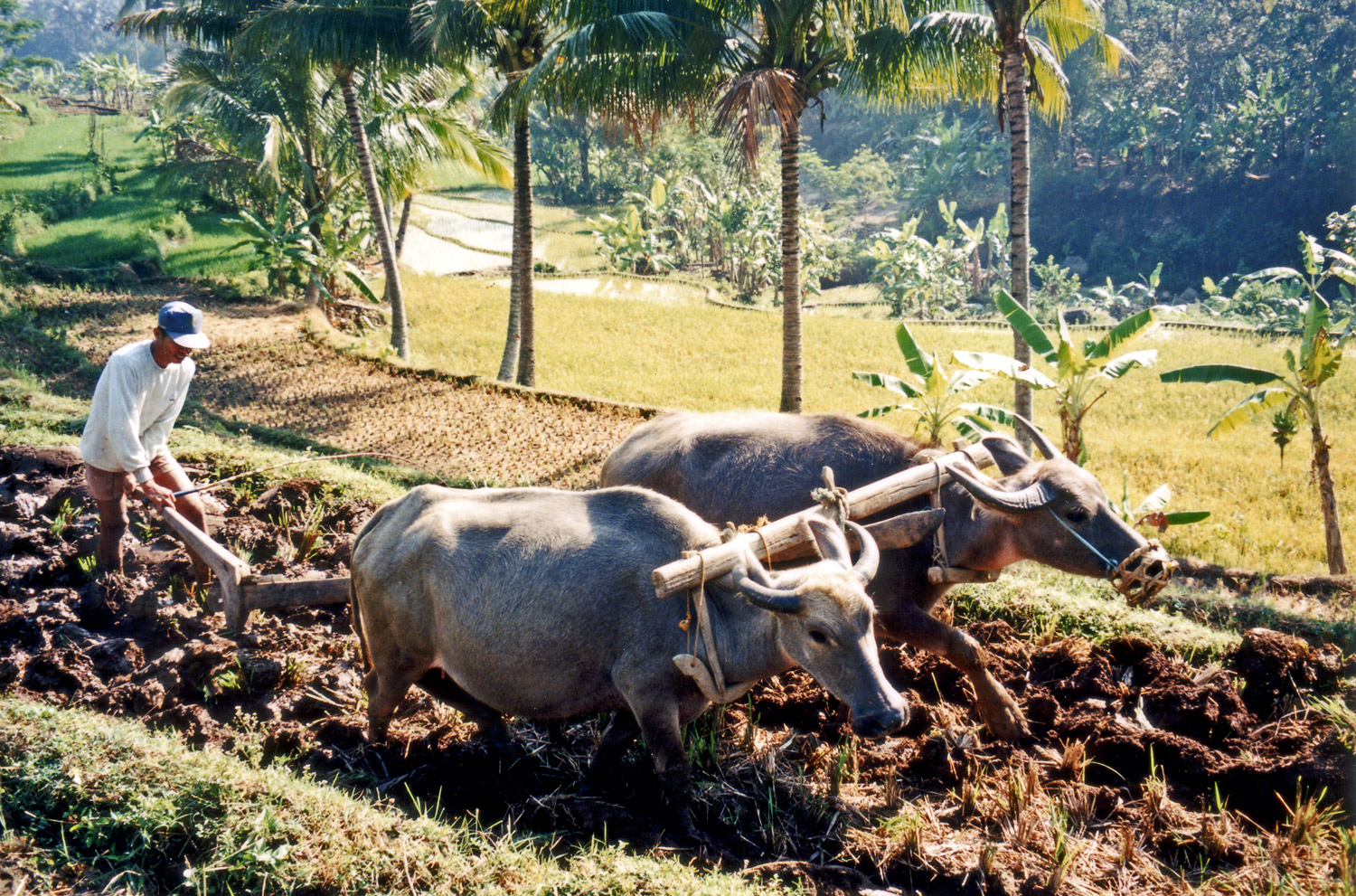
كانت الجواميس المائية تستخدم سابقا لحرث حقول الأرز في إندونيسيا على الرغم من ذلك استخدام الطرق الآلية، مثل المحاريث الصغيرة، أصبحت أكثر شيوعا في السنوات الأخيرة.

يبلغ إنتاج الارز الجاوي الرئيسي حاولي 6 اطنان مترية من الارز المطحون (2.5 طن متري من الأرز المضروب) لكل هكتار. عندما يتوفر الري، يزرع مزارعي الأرز عادةً أنواع الأرز من الثورة الخضراء التي تسمح بزراعة ثلاثة مواسم في السنة.بما ان الأسمدة والمبيدات مدخلات باهظة الثمن نسبياً، فإن المزارعين يزرعون البذور عادة في قطعة أرض صغيرة جداً بعد ثلاثة أسابيع من الإنبات، يتم اختيار السيقان التي يتراوح طولها من 15 إلى 20 سنتيمترًا (6 إلى 8 بوصات) وإعادة زراعتها  في فصل أكبر وذلك إجراء يدوي غير مقصود.
غالبًا  لا يتم حصاد الأرز في جاوة الوسطى من قبل مالكي الأراضي أو المزارعات، بل من قبل الوسطاء المتجولين الذين تتخصص شركاتهم الصغيرة في الحصاد والنقل والطحن والتوزيع للأسواق.
إن التربة البركانية الخصبة في معظم الأرخبيل الإندونيسية - وخاصة جزر جاوة وبالي - جعلت الأرز غذاءً أساسياً رئيسياً. التضاريس  شديدة الانحدار في بالي اسفرت عن نظم تعاون معقدة، تسمى محليًا سوباك، لإدارة تخزين المياه والصرف من أجل مصاطب الأرز.
إيطاليا

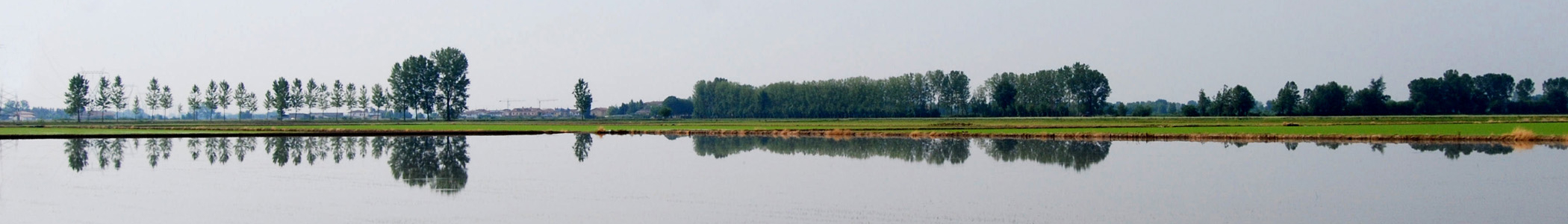
حقول الأرز بالقرب من مانتوا

يزرع الأرز في شمال إيطاليا، وخاصة في وادي نهر بو. تُروى حقول الأرز بواسطة تيارات سريعة التدفق تنحدر من جبال الالب
اليابان

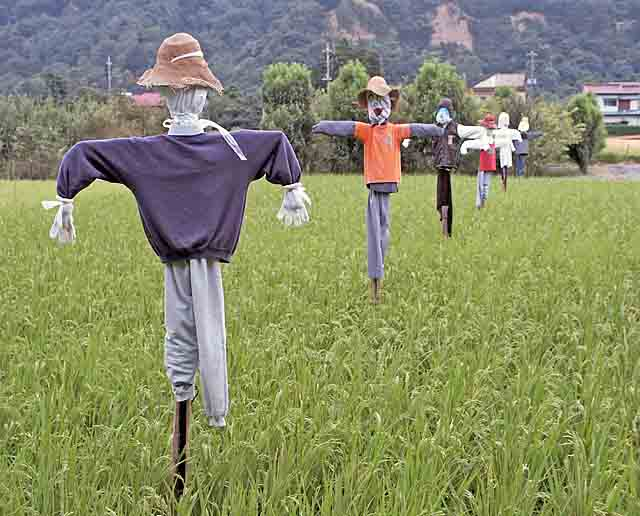
فزاع حقل الأرز في اليابان

ظروف التربة الحمضية الشائعة في اليابان بسبب الثورات البركانية  جعلت حقل الارز الطريقة الزراعية الأكثر إنتاجية.  يتم تمثيل حقول  الأرز من قبل كانجي 田(حرف صيني يقرأ عادة ك تا) التي كان لها تأثير قوي على الثقافة اليابانية  في الواقع يتم استخدام الحرف الذي كان يعني في الاصل«الحقل» بشكل عام  في اليابان حصريًا لنقل معنى كلمة «حقل الأرز». واحدة من أقدم نماذج الكتابة في اليابان يعود الفضل في ذلك على نطاق واسع إلى (كانجي田)الذي وجد على الفخار في الموقع الأثري ماتسوساكا في محافظة ميه التي يعود تاريخها إلى اواخر القرن الثاني. يستخدم تا  田 كجزء من العديد من أسماء الأماكن وكذلك في العديد من الأسماء العائلية. ترتبط معظم هذه الأماكن بطريقة ما بحقل الأرز، وفي حالات كثيرة، تستند إلى تاريخ موقع معين. على سبيل المثال، حيث يمر النهر عبر إحدى القرى  يمكن تسمية المكان الواقع شرق النهر باسم هيجاشيدا (東田)، حرفياً «حقل الأرز الشرقي». مكان يحتوي على حقل أرز مروي حديثًا، خاصةً خلال فترة إيدو أو بعدها،  قد يتم تسمية المكان نيتاو أو سندن (新田). حقل الارز الجديد في بعض الاماكن، البحيرات، المستنقعات يرتبط بحقل الارز ويسما ب تا أو هاكودا (甲田).
اليوم، العديد من الأسماء العائلية يوجد بها تا كمكون، وهي ممارسة يمكن أن تنسب إلى حد كبير إلى مرسوم الحكومة في أوائل فترة مييجي الذي يطلب من جميع المواطنين الحصول على اسم العائلة.اختار العديد  الأسماء اسمًا بناء على بعض المعالم الجغرافية المرتبطة بمحل الإقامة أو المهنة، وبما أن ثلاثة أرباع السكان تقريبًا كانوا مزارعين، قام العديد منهم بإنشاء أسماء عائلية باستخدام  تا (田). بعض الأمثلة الشائعة هي تاناكا (田中)، بمعنى «في حقل الأرز»؛. ناكاتا (中田)تعني «حقل الارز الأوسط»؛ كاوادا (川田)تعني  حقل الأرز؛ وفوروتا (古田)تعني  «حقل الأرز القديم».
في السنوات الأخيرة انخفض استهلاك الأرز في اليابان وكثير من مزارعي الأرز أصبحوا مسنين بشكل متزايد. دعمت الحكومة إنتاج الأرز منذ سبعينيات القرن العشرين، وهي تفضل السياسات الحمائية فيما يتعلق بالأرز الأرخص المستورد.
كوريا

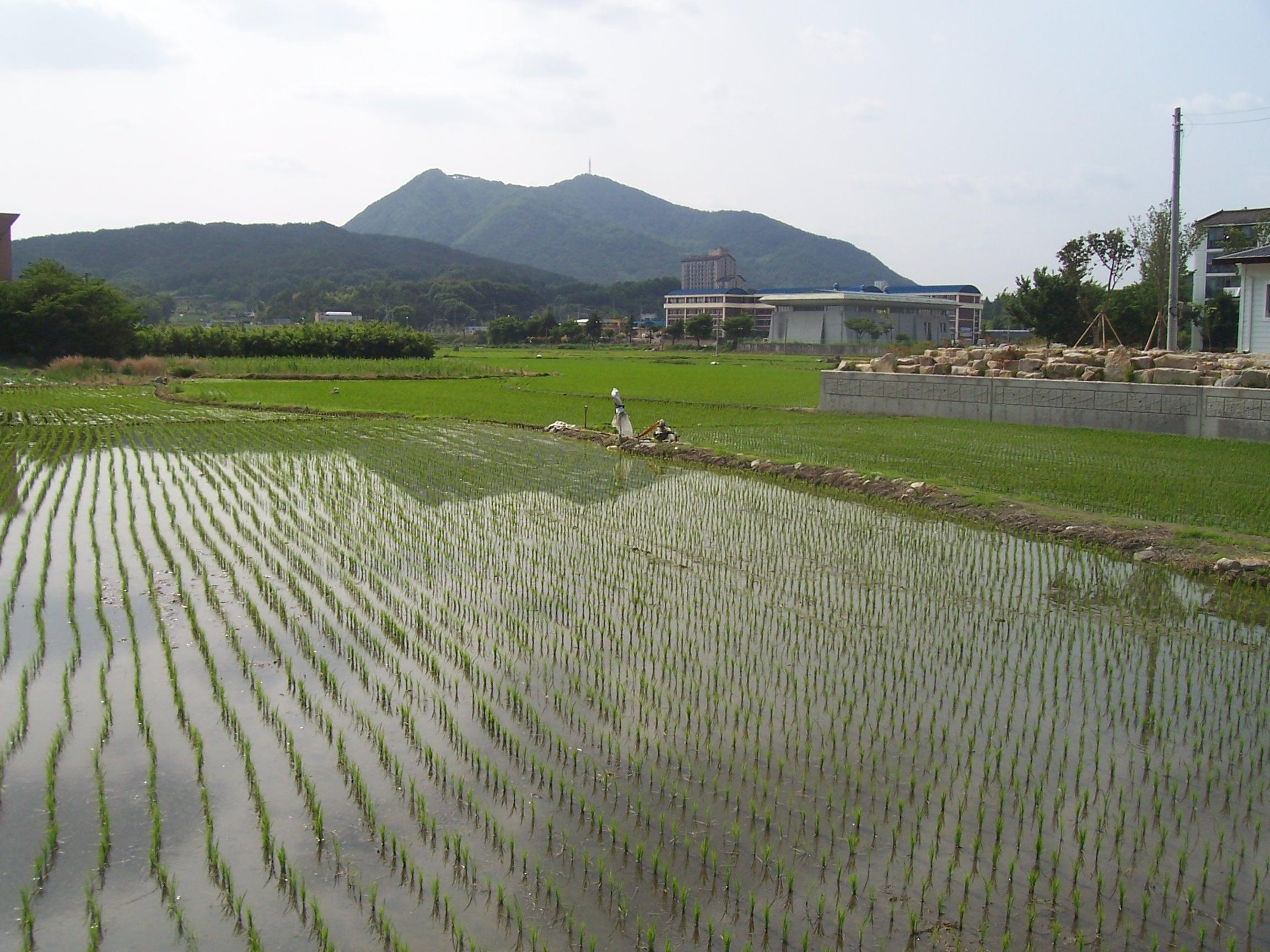
حقل للأرز بالقرب نامون، كوريا الجنوبية، أوائل يونيو

خصصت  الأراضي الصالحة للزراعة في المساحات الطميية الصغيرة لمعظم وديان الأنهار الريفية في كوريا الجنوبية لزراعة حقول  الارز.  يقيّم المزارعون حقول الأرز لأي إصلاحات ضرورية في فبراير.  يمكن إعادة بناء الحقول، ويتم إصلاح خرق بوند.و يتم تنفيذ هذا العمل حتى منتصف مارس، عندما يسمح الطقس الربيعي الدافئ للمزارع بشراء أو زراعة شتلات الأرز. يتم زرعها (عادة عن طريق زارع الأرز) من الداخل إلى حقول الأرز المغمورة حديثًا في مايو. يميل المزارعون إلى إزالة الحشائش من حقولهم خلال  فصل الصيف حتى وقت شوسوك، وهي عطلة تقليدية أقيمت في 15 أغسطس من التقويم القمري (حوالي منتصف شهر سبتمبر بواسطة تقويم الطاقة الشمسية). يبدأ الحصاد في أكتوبر.  يمكن أن يكون تنسيق المحصول يمثل تحديًا لأن العديد من المزارعين الكوريين لديهم حقول صغيرة للأرز في عدد من المواقع حول قراهم، ويتم أحيانًا مشاركة آلات الحصاد الحديثة بين أفراد العائلة الممتدة. عادة ما يقوم المزارعون بتجفيف الحبوب المحصودة في الشمس قبل طرحهم في السوق.
الأحرف الصينية أو (الصينية-الكورية) لكلمة حقل (هانغل田 ؛هانجا전) تم العثور عليها في بعض الاماكن، خاصةً في البلدات والقرى الزراعية الصغيرة. ومع ذلك، فإن المصطلح الكوري المحدد لـكلمة «الأرز» هي كلمة كورية بحتة (논هانغل “non”).

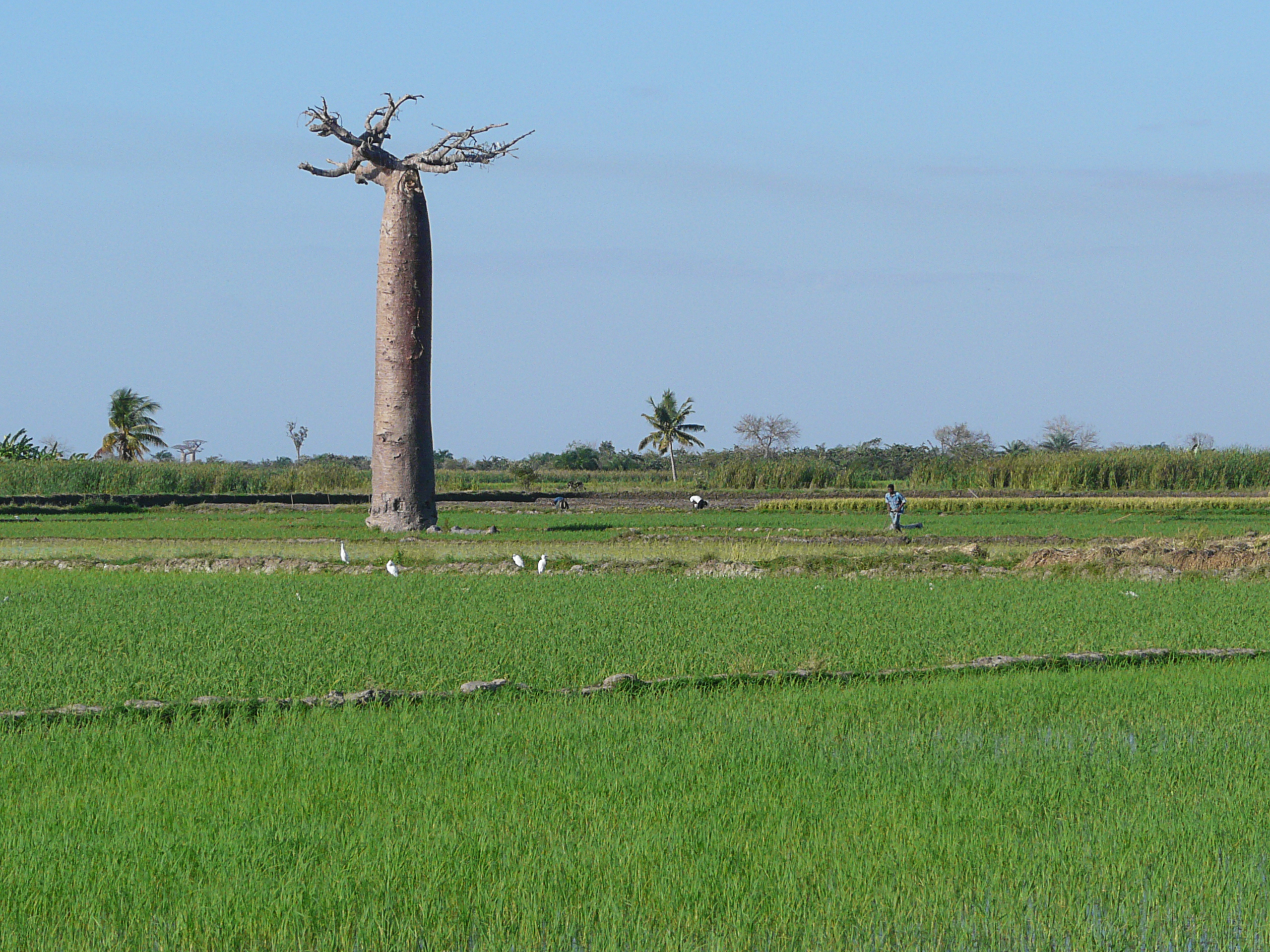
باوباب وحقل الأرز بالقرب من موروندافا، مدغشقر

### مدغشقر
في مدغشقر، يبلغ متوسط الاستهلاك السنوي للأرز 130 كيلوغرام للشخص الواحد، وهو واحد من أكبرها في العالم.
وفقاً لدراسة أجريت عام 1999 من منظمة الاغذية الزراعية.
يرتبط غالبية الأرز بالري (1054,381 هكتار). يتم تحديد اختيار أساليب التكييف على اساس التنوع ومراقبة جودة المياه.
«تافي» هو عادة عبارة عن ثقافة من  أرز المرتفعات المغمورة بالمياه على حرق الغابات المتطيرة الطبيعية المطهرة (135,966 هكتار). تنتقد باعتباره سبب لقضية إزالة الغابات، تافي ما زالت تمارس على نطاق واسع من قبل المزارعين في مدغشقر، الذين يجدون تسوية جيدة بين المخاطر المناخية، وتوفر العمالة والأمن الغذائي.
«تانتي» تعني التل.  وبالتالي فإن «تانتي» هي أيضا زراعة  أرز المرتفعات نُفذت على المنحدرات العشبية وقد تم إزالة الغابات لتشغيل الفحم (139.337 هكتار).
من بين العديد من الأصناف، يشمل الأرز في مدغشقر «فاري لافا» ارز ذو حبة طويلة، واسعة ونصف شفافة وهو من الارز الفاخر. «فاري ماكالوكيا» ارز ذو حبة رفيعة، نصف شفافة وطويلة. «فاري روجوفوستي» ارز ذو حبة نصف طويلة «فاري مينا» أو الارز الاحمر وهو حصري لمدغشقر.

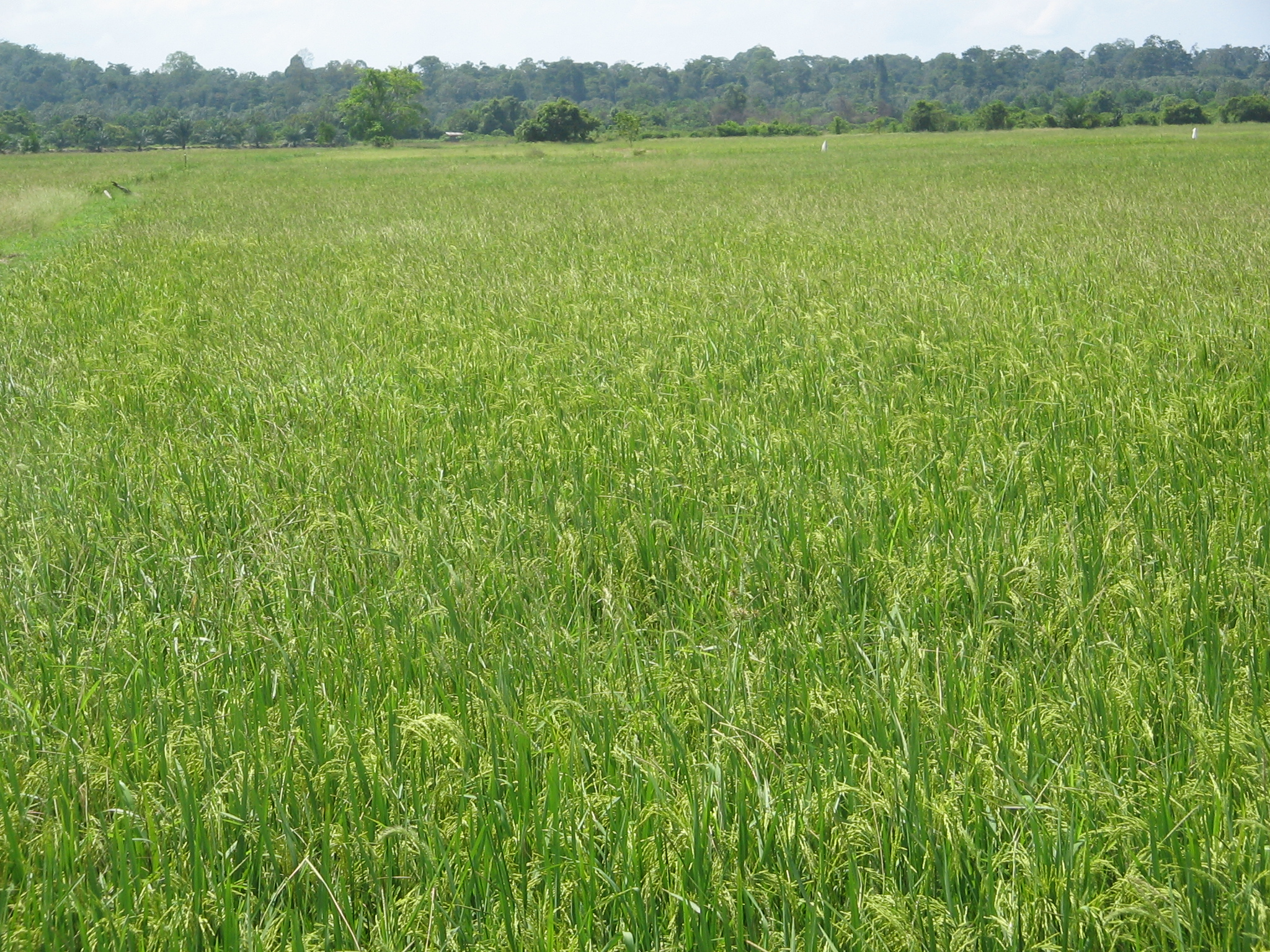
حقل الأرز في ولاية تيرينجانو بماليزيا

### ماليزيا
عادة ما يتم العثور على حقل الأرز في شبه الجزيرة ماليزيا، في معظم مناطقها. وتقع معظم حقول الأرز الخلابة في شمال ماليزيا، في ولاية قدح، برليس وبينانق. تغطي تقريبا هذه الدول. كما يمكن العثور على حقول الأرز في منطقة الساحل الشرقي لماليزيا، وخاصة في كلنتن وترغكانو، وكذلك في ولاية سيلاغور، وخاصة في مناطق كوالا سيلانجور وسابق برنم.
قبل اعتماد ماليزيا بشكل كبير على إنتاجها الصناعي، كان الناس يشاركون بشكل رئيسي في الزراعة، وخاصة في إنتاج الأرز ولهذا السبب، عادة ما بنى الناس منازلهم بجوار حقول الأرز. الفلفل الحار جداً الذي يتم تناوله في ماليزيا في الغالب، فلفل عين العصفور الحار الذي يسمى محلياً باشا.

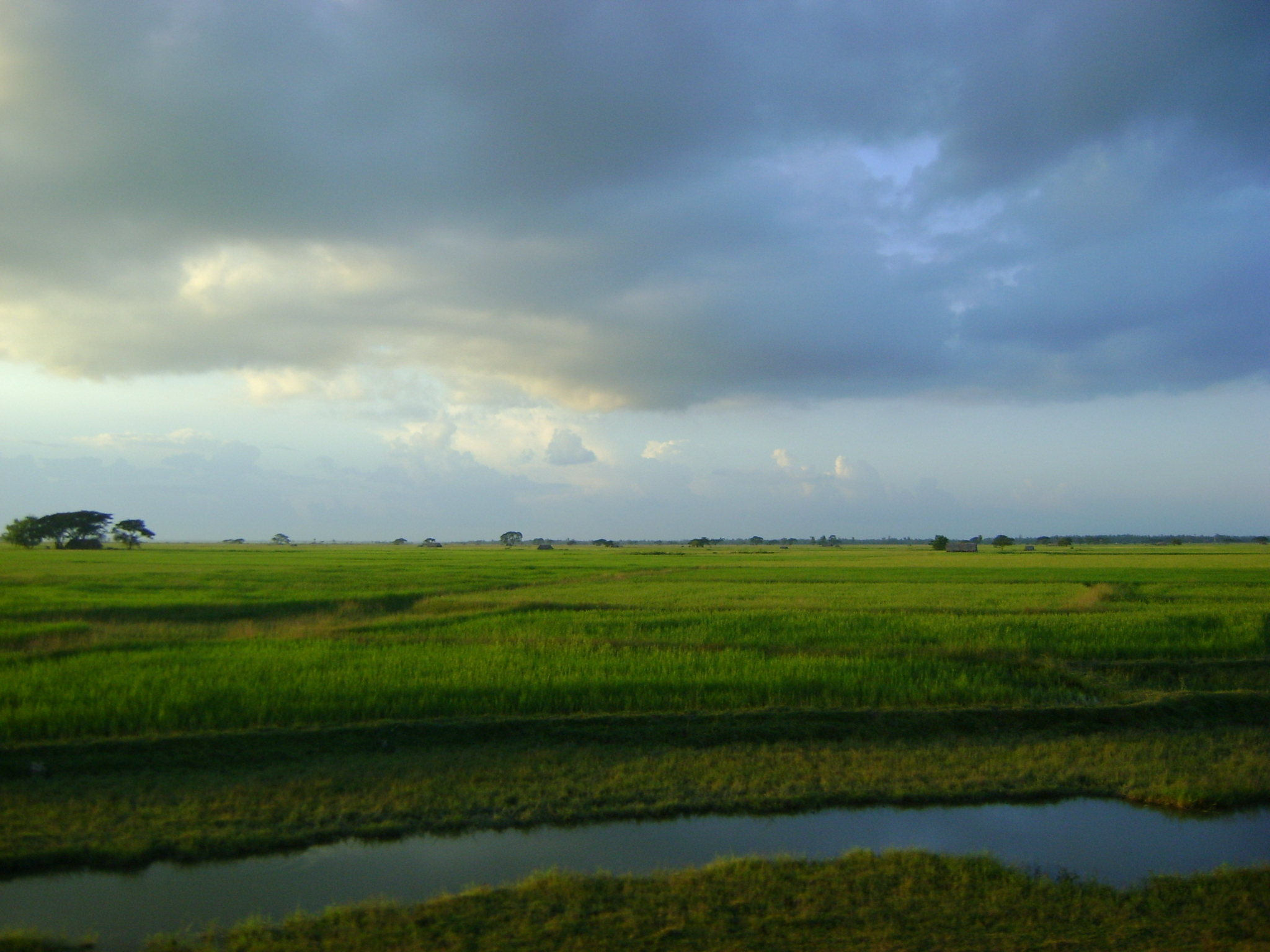
حقول الأرز في ميانمار

### ميانمار
يزرع الأرز في المقام الأول في ثلاث مناطق هي دلتا إيراوادي، والمنطقة الممتدة على طول الدلتا ونهر  كالادان، والسهول الوسطى حول ماندالاي، على الرغم من أن هناك زيادة في زراعة الأرز في ولاية شان وولاية كاشين في السنوات الأخيرة. حتى أواخر الستينيات، كانت ميانمار المصدر الرئيسي للأرز. توصف سلة الأرز في جنوب شرق آسيا بأن الكثير من الأرز المزروع في ميانمار لا يعتمد على الأسمدة والمبيدات الحشرية، وبالتالي، على الرغم من كونه «عضوي» بشكلٍ ما، فإنه لم يتمكن من التعامل مع النمو السكاني وغيره من اقتصاديات الأرز التي تستخدم الأسمدة.
يتم زراعة الأرز الآن في جميع مواسم ميانمار الثلاثة، على الرغم من ذلك موسم الرياح الموسمية في المقام الأول - من يونيو إلى أكتوبر. ويعتمد بشدة الأرز الذي يزرع في مناطق الدلتا على مياه النهر، ورواسب المعادن من الجبال الشمالية، في حين أن الأرز الذي يزرع في المناطق الوسطى يتطلب الري من نهر إيراوادي.
تحرث الحقول عندما تصل الأمطار الأولى - تقاس تقليديا بعد 40 يوما من ثينجيان، " السنة البورمية الجديدة "حوالي بداية يونيو. في العصر الحديث، يتم استخدام الجرارات حديثا، ولكن سابقا كان يستخدم الجاموس. تزرع نباتات الأرز في المشاتل ثم تُزرع باليد في الحقول المعدة. ثم يتم حصاد الأرز في أواخر نوفمبر عندما ينحني الأرز مع التقدم في السن". تتم معظم زراعة الأرز والحصاد باليد. ثم يتم دهن الأرز وتخزينه، ويكون جاهزًا للطواحين.

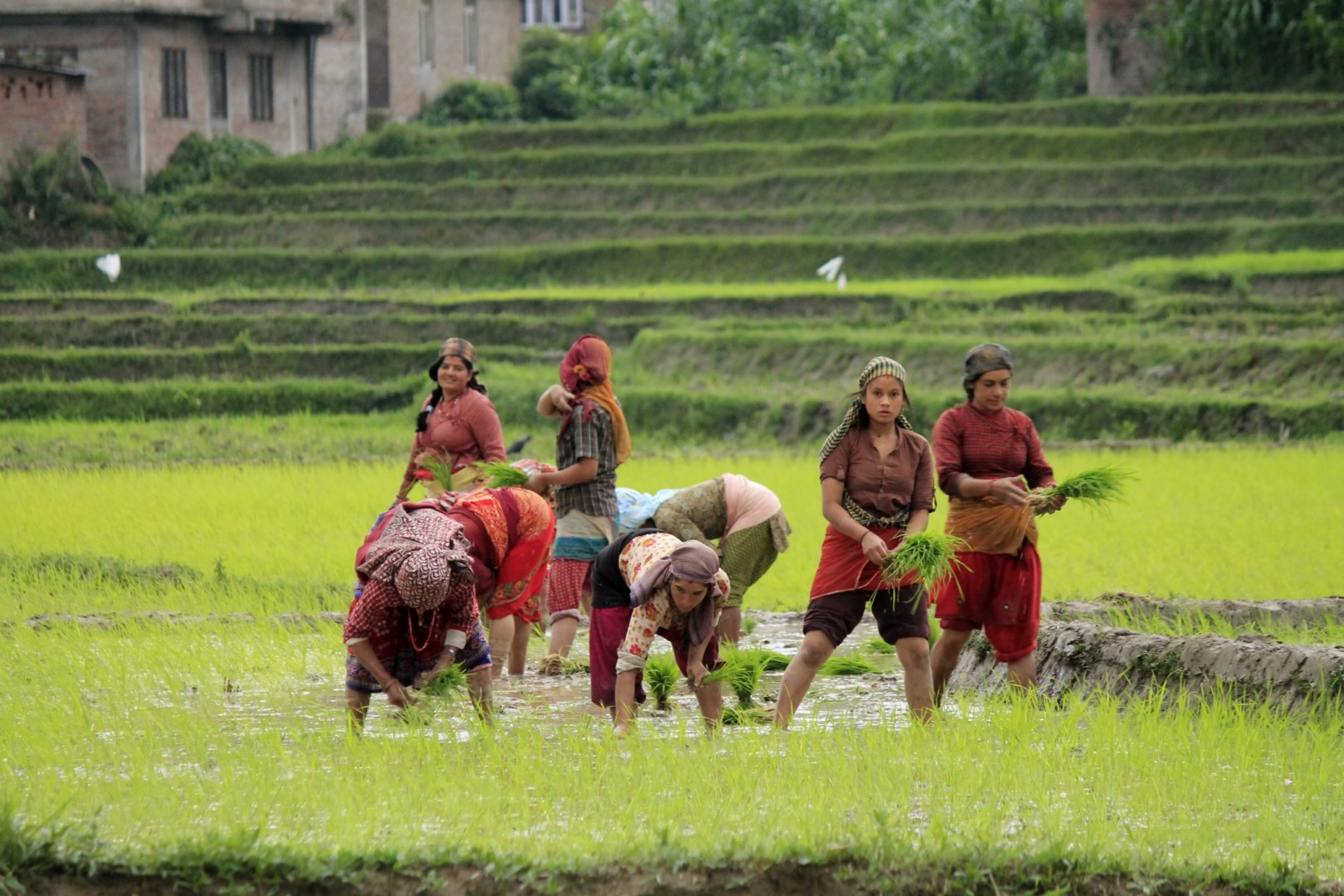
نساء يزرعن الأرز في نيبال

### نيبال
في نيبال، يزرع الأرز في مناطق تيراي والتلال. يزرع بشكل رئيسي خلال الرياح الموسمية الصيفية في نيبال.

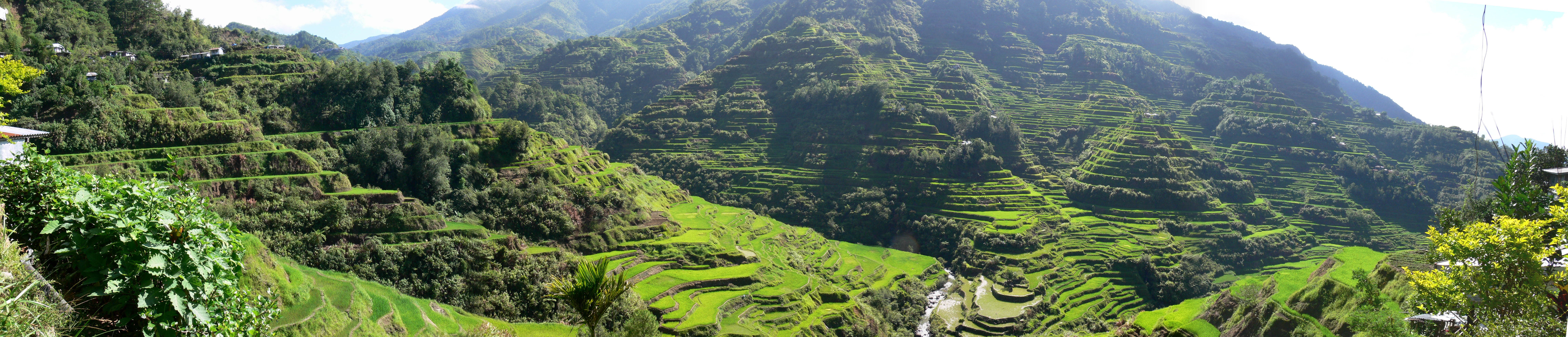
مصاطب الارز بانوي في افيوجو،الفلبين

### الفلبين
حقول الأرز هي مشهد شائع في الفلبين. توجد عدة حقول شائعة للأرز في المحافظات من إيفوغايو، نويفا ايسيا، ايزابلا، كاغايان، بولاكان، كزون، وغيرها من المحافظات.. تعتبر نويفا إيسيا المقاطعة الرئيسية لزراعة الأرز في الفلبين والمنتِج الرئيسي للبصل في بلدية بونغابون في جنوب شرق اسيا. وهي حاليا تاسع أغنى مقاطعة في البلاد.
مصاطب ارز بانووي مثالاً على حقول الأرز في البلاد، وهي تقع في شمال لوزون بالفلبين وقد تم بناؤها من قبل«ايفوغاو» منذ 2000 عام. تم استغلال القنوات والينابيع الموجودة في الجبال وتوجيهها إلى قنوات الري التي تتدحرج إلى أسفل عبر مصاطب الأرز.
حقول الأرز البارزة الأخرى في الفلبين هي مدرجات باتاد رايس، ومدرجات الأرز بانجا، وتراسات الأرز في مايوويو ومصاطب أرز هاباو.
يقع في بارنجاي بتاد في بانوري مصاطب ارز بتاد على شكل المسرح الروماني ويمكن الوصول إليها عن طريق ركوب 12 كم من فندق بانوري وساعتين سيراً على الأقدام صعوداً عبر المسارات الجبلية. مصاطب ارز بنجان تصور المجتمع النموذجي لايفوغايو حيث توجد أنشطة كسب العيش داخل القرية والمناطق المحيطة بها. يمكن الوصول إلى مصاطب ارز بنجان  في رحلة تستغرق ساعة واحدة من بوبلاسيون (مكان) ثم رحلة لمدة 20 دقيقة إلى القرية. يمكن رؤيته أفضل من الطريق إلى مايويا.مصاطب ارز مايويا تقع قي مايميا، على بعد 44 كم من بوبلاسيون؛ بانوري. تقع بلدة مايميا  في وسط شرفات الأرز هذه. جميع الحواجز متدرجة بالحجارة المسطحة. يمكن الوصول إلى مصاطب ارز هاوباو  في غضون 55 كم من العاصمة لاجو تقع تراسات الأرز الحجرية الأخرى لايفوغايو في  بلدية هون جديوان.

### سريلانكا
تعتمد الزراعة في سريلانكا بشكل أساسي على إنتاج الأرز. في بعض الأحيان تقوم سريلانكا بتصدير الأرز إلى الدول المجاورة لها زُرٍع حوالي 1.5 مليون هكتار من الأراضي في سريلانكا  حقول أرز في موسم 2008/2009 64٪ منها مزروعة خلال موسم الجفاف و35٪ مزروعة خلال موسم الأمطار. حوالي 879,000 أسرة مزارعة تعمل في زراعة الأرز في سريلانكا. يشكلون 20 ٪ من سكان البلاد و32 ٪ من العمالة.

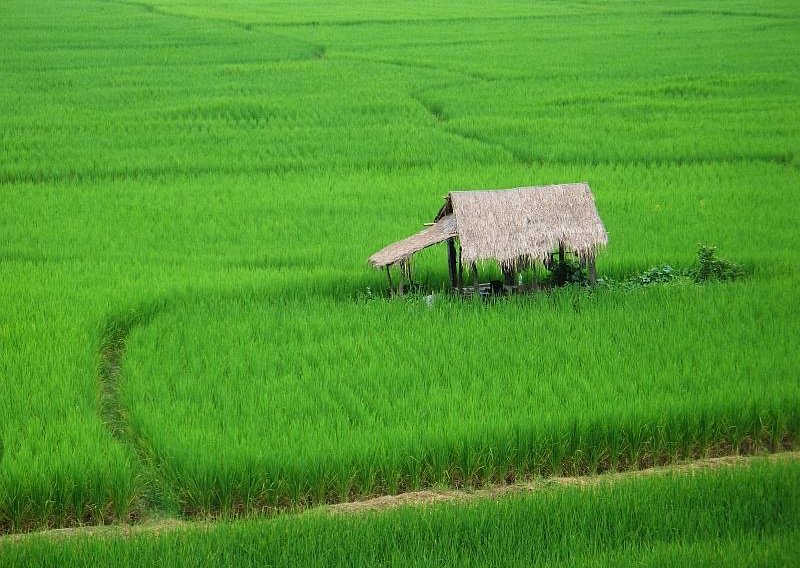
كوخ صغير بين حقول الأرز في ضواحي مدينة نان بتايلاند

### تايلند
يمثل إنتاج الأرز في تايلاند جزءًا كبيرًا من الاقتصاد التايلندي.ويستخدم أكثر من نصف مساحة الأرض الزراعية والقوى العاملة في تايلاند.
تايلاند لديها تقليد قوي لإنتاج الأرز. لديها خامس أكبر مساحة من الأرض تحت زراعة الأرز في العالم وهي أكبر مصدر للأرز في العالم. وتخطط تايلاند لزيادة أراضيها المتاحة لإنتاج الأرز، بهدف إضافة 500000 هكتار إلى 9,2 مليون هكتار من أراضي زراعة الأرز. وزارة الزراعة التايلاندية توقعت ان إنتاج الأرز يصل لإنتاج نحو 30 مليون طن من الأرز لعام 2008. السلالة الأكثر  انتجاً  في تايلاند هي أرز الياسمين، الذي لديه عائد اقل بكثير من الانواع الأخرى من الارز، ولكن عادة ما يجلب أكثر من ضعف سعر السلالات الأخرى في السوق العالمية.

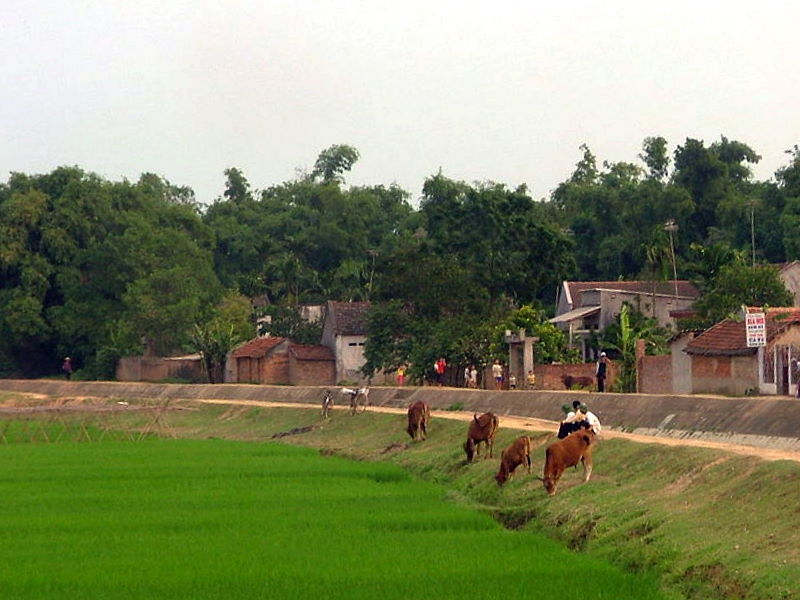
حقل أرز في فيتنام

### فيتنام
حقول الأرز في فيتنام هي استخدام للأراضي السائدة في وادي النهر الأحمر ودلتا نهر ميكونغ. في دلتا النهر الأحمر في شمال فيتنام، تتحقق السيطرة على الفيضانات النهرية الموسمية من خلال شبكة واسعة من السدود التي يبلغ طولها حوالي 3000 كم على مر القرون.   في دلتا نهرميكونغ بفيتنام الجنوبية، هناك نظام متشعب للصرف وقناة الري أصبحت رمزا لهذه المنطقة. وهي تعمل بشكل مشترك كطرق للنقل، مما يسمح للمزارعين بجلب منتجاتهم إلى السوق. في شمال غرب فيتنام، بنى التايلانديون «ثقافته الوادي » على أساس زراعة الأرز الدبق المزروع في الحقول المرتفعة، مما يتطلب ترسيب المنحدرات.
المهرجان الرئيسي المتعلق بالدورة الزراعية هو lễ hạ điền""(معنها النزول إلى الحقول) يعقد تقليديا كبداية موسم الزراعة على أمل حصاد وفير، تم تنظيم الحدث مع الكثير من البهاء. قام العاهل بتجريف طقوس أول ثلم بينما تبعت الشخصيات المحلية والمزارعون حذوها.  وقد تم تبجيل وجمع الصلوات والقرابين لكل من (الهة نباتات الارز)،(الهة الزراعة) (الهة الأرض).
في العامية الفيتنامية، كثيرًا ما ترتبط الثروة مع اتساع مساحة الأراضي الفردية. يمكن سماع حقول الأرز الضخمة مثل سماع طيوراللقلق تطير بأجنحتها منتشرة  ويطلق على نباتات الأرز المتموجة ذات الرياح الهوائية في حقل الأرز في الأدبية  الفيتنامية  باسم (سونج لوا)تعني الموجات من نباتات الأرز.

## قائمة المراجع
- Bale, Martin T. Archaeology of Early Agriculture in Korea: An Update on Recent Developments. Bulletin of the Indo-Pacific Prehistory Association 21(5):77–84, 2001.
- Barnes, Gina L. Paddy Soils Now and Then. World Archaeology 22(1):1–17, 1990.
- Crawford, Gary W. and Gyoung-Ah Lee. Agricultural Origins in the Korean Peninsula. Antiquity 77(295):87–95, 2003.
- Kwak, Jong-chul. Urinara-eui Seonsa – Godae Non Bat Yugu [Dry- and Wet-field Agricultural Features of the Korean Prehistoric].In Hanguk Nonggyeong Munhwa-eui Hyeongseong [The Formation of Agrarian Societies in Korea]: 21–73. Papers of the 25th National Meetings of the Korean Archaeological Society, Busan, 2001.